# Titanomis sisyrota
Titanomis sisyrota är en fjäril som beskrevs 1888 av Edward Meyrick. Den placeras som ensam art i släktet Titanomis inom familjen säckspinnare. Arten är bara känd från Nya Zeeland och det har bara samlats in tio exemplar över huvud taget – den senaste 1959 – även om en levande nattfjäril observerades och fotograferades i mars 2024 av Pav Johnsson. 

## Systematik
Titanomis är ett egenartat och svårplacerat släkte som kanske borde placeras i en egen familj. Släktet och arten beskrevs 1888 av Edward Meyrick utifrån ett specimen insamlat av George Hudson.

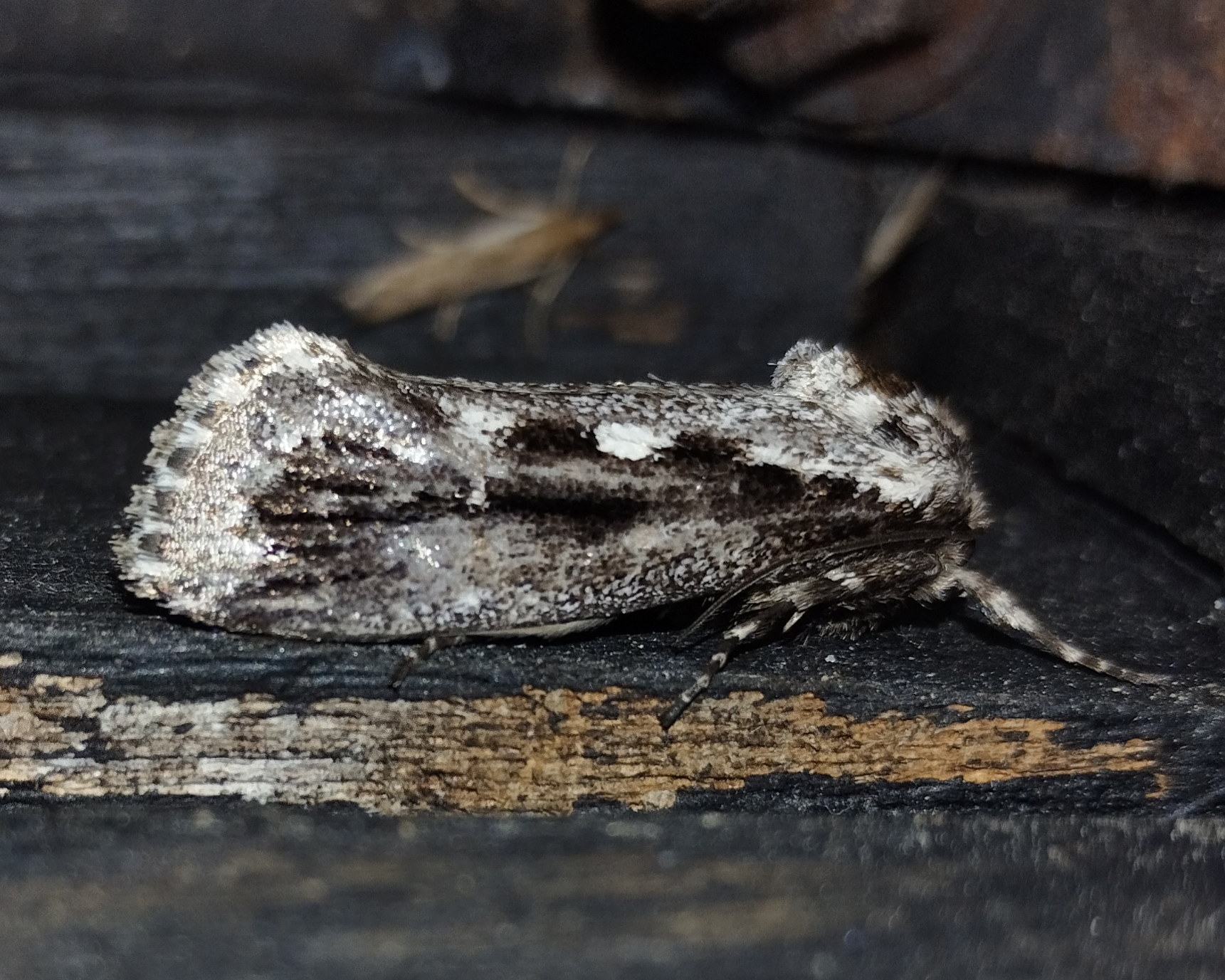
T. sisyrota fotograferad av Pav Johnsson, i mars 2024.

Platsen där den samlades in var osäker, på grund av ett fel som gjordes av Meyrick. Hudson beskrev och illustrerade arten i sin bok The Moths and Butterflies of New Zealand från 1928 och noterade att han fångade holotypen 1882 i Nelson. Etiketten skriven av Meyrick, uppgav istället att holotypen samlades in av Hudson den 10 maj 1885 i Wellington. John S. Dugdale accepterade Nelsons beskrivning av artens typlokalitet i sin Annotated Catalog of New Zealand Lepidoptera. Felet uppstod på grund av att Meyrick förväxlade detaljer om fångsten av holotypen med detaljer om dess leverans till Storbritannien. Holotypen finns på Natural History Museum i London.
Inga underarter finns beskrivna.

## Etymologi
Släktnamnet härrör från Titan som betyder jätte och anomis som betyder anomali. Namnet hänvisar till storleken och dess ovanliga morfologi gentemot övriga arter i den grupp där den ursprungligen placerades. Artepitet kommer från sisyrota som betyder 'att bära ett lurvigt plagg', och syftar på hårstråna på den inre kanten av bakvingarna.
År 2001 omskrev nyzeeländsk lepidopteristen Robert Hoare T. sisyrota som "Nya Zeelands mest gåtfulla nattfjäril", och föreslog det engelska trivialnamnet "Frosted Phoenix", vilket anspelande på fågel Fenix och malens askfärgade framvingar.

## Utbredning

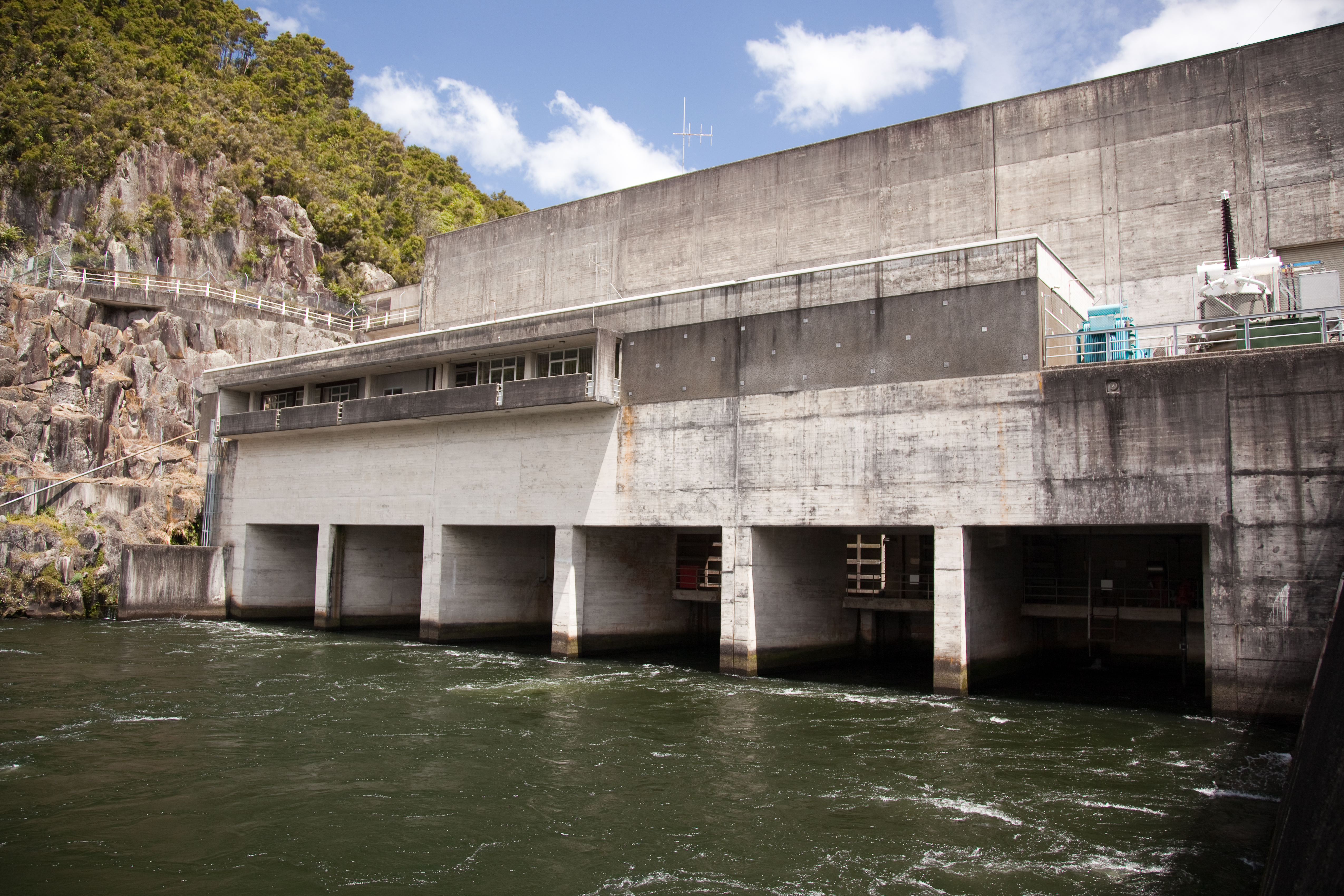
Waipapadammen.

Arten är för närvarande beskriven som endemisk för Nya Zeeland. Dess utbredningsområde är dock osäkert eftersom det endast finns tio tillförlitliga uppgifter. Baserat på dess oregelbundna uppträdande har det antagits att den skulle kunna vara en sporadisk invandrare.
Arten har hittats i Waikato, Taupō, Wellington, Nelson, Marlborough, Westland och Southland. Den första fångsten gjordes i Greymouth, i december 1874, och ett andra exemplar infångades i Nelson ungefär vid samma tid. Förutom de ovan nämnda typexemplaren samlades även specimen in i Blenheim 1883, i Ōtaki 1886, återigen i Nelson 1898, i Haldane i Southland 1900 och i Rangataua 1921. Det sista insamlade exemplaret skedde vid Waipapadammen i Waikato 1959, där den attraherats av strålkastarna. Specimentet samlades in av en  arbetare som förvarade malen i en tobaksburk.

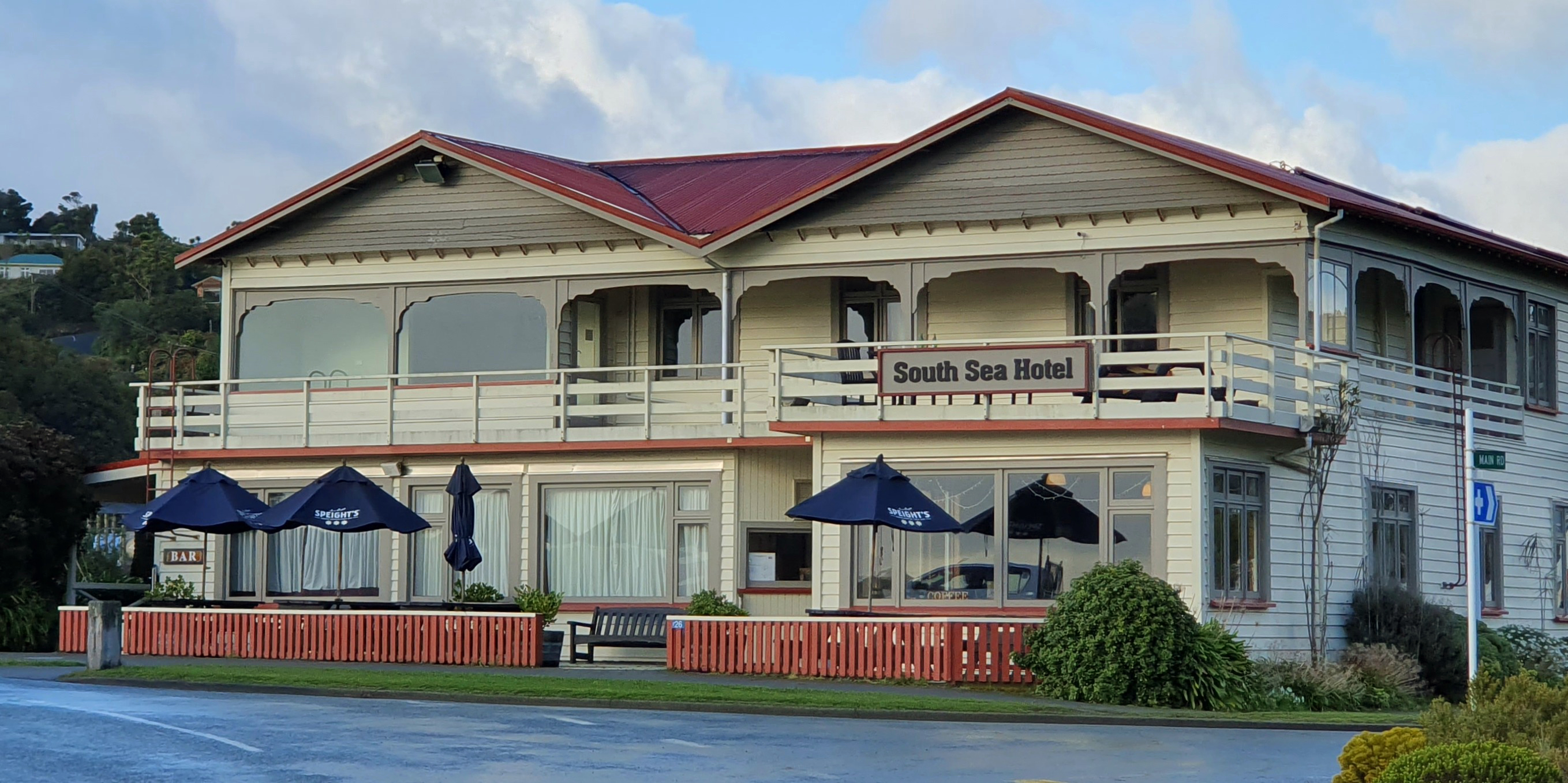
South Sea Hotel, Oban, Rakiura

Den 2 mars 2024 besökte en svensk fågelskådargrupp Stewart Island / Rakiura. Gruppen, ledd av biologen och läraren Pav Johnsson, bodde på South Sea Hotel i Oban där Johnsson satte upp en insektsfälla med UV-ljus på sin balkong innan de gav sig ut och för att leta efter kivier. När de kom tillbaka lade Johnsson märke till en stor, kraftig mal och tog två bilder med sin telefon. Väl tillbaka i Sverige laddade han upp ett foto på iNaturalist, där den identifierades av Robert Hoare som Titanomis sisyrota, vilket gjorde Johnsson till den enda levande personen som vid tiden hade observerat arten, och den första att fotografera det.

## Ekologi
Mycket lite är känt om T. sisyrota ekologi Den flyger från december till mar,  attraheras av ljus, där minst två exemplar har samlats in inomhus och ytterligare en vid strålkastare utomhus. Det har antagits, baserat på individerna funna inomhus, att imago kan vara mer attraherad av svagare eller mindre ultravioletta ljuskällor. Pav Johnssons observation gjordes med en kommersiell insektsfälla, med UV och flera andra våglängder.

### Värdart och habitat
Värdarter är okända, men baserat på artens morfologi har det antagits att det är vedartade grenar eller stjälkar av levande växter, ruttet trä eller tickor, i vilka honorna troligen för in sina ägg. Det finns flera hypoteser om dess föredragna livsmiljö. Många exemplar har insamlats i närheten av bokskogar. Larverna kan vara kopplade till rutten ved av Podocarpaceae, eftersom alla insamlingsplatser ligger nära dalgångar med skog av Dacrycarpus dacrydioides och Prumnopitys taxifolia. I närheten av insamlingsplatsen från 1959 förekom även Kunzea.  T. sisyrota uppvisar också beteende typiska för arter kopplade till våtmarksområden, eftersom honorna uppträder oftare än hanarna vilket indikerar att de är mer benägna att livnära sig på spridda födokällor – en egenskap hos arter som föredrar våtmarker.

## Status och hot
Arten har inte någon hotstatus, utifrån bristande data. Före observationen av Johnsson 2024 hade det inte funnits några uppgifter om arten på över 65 år varför den befarades vara utdöd. Bristen på observationer återspeglar sannolikt bristen personer som söker och samlar in insekter på Nya Zeeland.